# Ntare Mwine
Ntare Guma Mbaho Mwine (Hanover, 31 maggio 1967) è un attore statunitense con cittadinanza ugandese.

## Filmografia parziale

### Cinema
- Blood Diamond - Diamanti di sangue (Blood Diamond), regia di Edward Zwick (2006)
- Del Playa, regia di Shaun Hart (2017)

### Televisione
- E.R. - Medici in prima linea (ER) – serie TV, episodio 8x15 (2002)
- Alias – serie TV, episodio 5x08 (2005)
- Heroes – serie TV, episodio 3x02 (2008)
- Bones – serie TV, episodio 8x18 (2013)
- Bosch – serie TV, 2 episodi (2016-2017)
- The Chi – serie TV, 31 episodi (2018-2021)
- Room 104 – serie TV, episodio 4x12 (2020)
- Avvocato di difesa - The Lincoln Lawyer (The Lincoln Lawyer) – serie TV, 10 episodi (2022-2023)
- Smoke - Tracce di fuoco (Smoke), regia di Kari Skogland, Joe Chappelle e Jim McKay – miniserie TV (2025)
- Dexter: Resurrection – serie TV (2025)
- Washington Black, regia di   Wanuri Kahiu , Maurice Marable  e Rob Seidenglanz – miniserie TV, 4 puntate (2025)

## Doppiatori italiani
Nelle versioni in italiano delle opere in cui ha recitato, Ntare Mwine è stato doppiato da:
- Franco Mannella in The Chi, Avvocato di difesa - The Lincoln Lawyer, Dexter: Resurrection
- Vittorio Stagni in CSI - Scena del crimine (ep. 1x16)
- Roberto Draghetti in CSI - Scena del crimine (ep. 9x02)
- Massimiliano Plinio in E.R. - Medici in prima linea
- Wahib Marzouk in Alias
- Andrea Lavagnino in The Knick
- Stefano Alessandroni in Perception
- Gianluca Crisafi in Bones
- Eugenio Marinelli in Del Playa